# 津田経長
津田 経長（つだ つねなが）は、戦国時代の武士。

## 概要
津田氏は近江国蒲生郡津田の出身であり、伏見を本拠地として流通に携わった商家であった。
経長は津田氏の庶流であり、京都近郊の土豪を配下に組み込んでいた細川国慶の内衆となった。国慶内衆の中では今村慶満・小泉秀清とともに筆頭格にあり、慶満との合議によって京都支配を行っていた。
天文16年（1547年）10月6日に国慶が討死すると経長も一時的に京都支配から離れており、同22年（1553年）に細川氏綱の近臣として活動が確認できる。氏綱と三好長慶が共同で京都支配を行うようになると、経長は京都支配の経験者として氏綱内衆の筆頭である若槻長澄と斎藤長房や長慶家臣の三好長逸と連署状を発給している。